# Kunstklappe
Die Kunstklappe war eine Kunstaktion in Wien und Köln, die eine Möglichkeit für Kunsträuber bieten sollte, gestohlene Werke anonym zurückzugeben. Als Vorbild diente die Babyklappe bei Krankenhäusern.
Die erste Kunstklappe wurde 2004 in der Myrthengasse im Wiener Innenstadtbezirk  Neubau installiert. Es handelte sich um ein umgebautes Kellerfenster, durch das über eine auffällige gelbe Klappe kleinere Kunstwerke geschoben werden konnten, die in einem Behälter landeten. Die Anlage gehörte zur Werftgalerie der Kunstwerft, die in dem Gebäude ihren „Artist-run Space“ betrieb, einen Ausstellungsraum, der den Künstlern zur Ausgestaltung und für Präsentationen vorbehalten war. 
Anlass für die von Erwin Uhrmann und Moussa Kone initiierte Aktion war der Diebstahl der weltbekannten Saliera des Renaissance-Bildhauers Benvenuto Cellini aus dem nahe gelegenen Kunsthistorischen Museum gewesen. Die im Mai 2003 gestohlene Figur war jahrelang spurlos verschollen. Erst Anfang des Jahres 2006 wurde bekannt, dass der Saliera-Dieb tatsächlich zwei Gassen von der Kunstklappe entfernt, ebenfalls in Wien-Neubau, seine Firma betrieben und die Saliera dort zwischengelagert hatte. Zu einer Rückgabe der Saliera über die Kunstklappe kam es jedoch nicht.
Seit Beginn des Projekts wurden nach Angaben der Organisatoren 40 gestohlene Kunstwerke abgegeben, alle sind online in der „Sammlung Gestohlener Kunst“ verzeichnet und wurden mehrmals international ausgestellt (2005 Sammlung Essl, 2006 Cologne Fine Art). Gefördert wurde die Aktion allerdings durch die Initiatoren selbst, die in einer Nische nahe der Klappe fallweise  künstlerische Objekte mit der Aufforderung zum „Stehlen“ zur Verfügung stellten. 
Im Hirschgässchen in Köln wurde gemeinsam mit dem Art-Loss-Register, der weltweit größten Datenbank für gestohlene Kunstwerke, am 3. Februar 2006 die erste Kunstklappe in Deutschland eingerichtet. Nach drei Monaten wurde das Projekt beendet, circa fünf Kunstwerke wurden dort anonym abgegeben.
Auch in Wien wurde das Projekt beendet, nachdem die Saliera in einem Waldstück bei Zwettl im Waldviertel gefunden worden war. Dort war sie vom Kunstdieb, der Lösegeld erpressen wollte, vergraben worden.